# Митюково (Калузька область)
Митюково (рос. Митюково) — присілок в Ферзиковському районі Калузької області Російської Федерації.
Населення становить 0 осіб. Входить до складу муніципального утворення Бебелевська сільрада.

## Історія
Від 2004 року входить до складу муніципального утворення Бебелевська сільрада

## Населення
| 2002 | 2010 | 2011 |
| ---- | ---- | ---- |
| 0    | →0   | →0   |